# Sauber C23
Sauber C23 byl závodní vůz Formule 1 navržený společností Sauber pro soutěžení v sezóně 2004.
Vůz C23 řídil Giancarlo Fisichella, který opustil svůj předchozí tým Jordan a přešel do Sauberu a Felipe Massa, který byl jezdcem Sauberu v sezóně 2002 a vrátil se do týmu poté, co strávil rok jako testovací jezdec pro Ferrari. Neel Jani byl testovacím jezdcem týmu.

## Přehled
Vůz byl přímou evolucí Sauberu C22. K tomuto účelu byl jako předloha použit vůz Ferrari z předchozího roku, Ferrari F2003-GA. Po designové stránce bylo dbáno na to, aby byl vůz lehčí a testoval se více než loňský vůz. Vůz Sauber byl poprvé vybaven stejným typem motoru Ferrari jako samotné Ferrari a nikoli jako dříve motorem z předchozího roku. Motor byl označen jako Petronas 04A. Palivo také pocházelo od Petronas a vůz závodil s pneumatikami Bridgestone.
Sauber C23 byl představen 12. ledna v Salcburku v Hangar-7, leteckém hangáru vlastněném Red Bullem, u příležitosti 10. výročí sponzorství Red Bullu.

## Shrnutí sezóny
Giancarlo Fisichella získal 22 bodů s nejlepším umístěním na 4. místě při Grand Prix Kanady, zatímco Felipe Massa získal 12 bodů také s nejlepším umístěním na 4. místě při Grand Prix Belgie. Tým získal celkově 34 bodů a 6. místo v poháru konstruktérů.

## Sponzorství a zbarvení
Sauber vstoupil do sezóny 2004 s kontinuitou sponzorství. Zbarvení velmi připomínalo předchozí vůz C22 s odstraněním společnosti TEMENOS, která se zabývala počítačovým softwarem. Před odchodem Red Bullu do Red Bull Racing v roce 2005 byl vůz C23 posledním vozem Sauberu se sponzorem rakouského energetického nápoje Red Bull. Následující Sauber C24 představil banku Credit Suisse jako hlavního sponzora.

## Kompletní výsledky ve Formuli 1
| Legenda k tabulce | Legenda k tabulce                                                                       |
| Barva             | Výsledek                                                                                |
| ----------------- | --------------------------------------------------------------------------------------- |
| Zlatá             | Vítěz                                                                                   |
| Stříbrná          | 2. místo                                                                                |
| Bronzová          | 3. místo                                                                                |
| Zelená            | Bodované umístění                                                                       |
| Modrá             | Nebodované umístění                                                                     |
| Modrá             | Dokončil neklasifikován (NC)                                                            |
| Fialová           | Odstoupil (Ret)                                                                         |
| Červená           | Nekvalifikoval se (DNQ)                                                                 |
| Červená           | Nepředkvalifikoval se (DNPQ)                                                            |
| Černá             | Diskvalifikován (DSQ)                                                                   |
| Bílá              | Nestartoval (DNS)                                                                       |
| Bílá              | Závod zrušen (C)                                                                        |
| Světle modrá      | Pouze trénoval (PO)                                                                     |
| Světle modrá      | Páteční testovací jezdec (TD)                                                           |
| Bez barvy         | Netrénoval (DNP)                                                                        |
| Bez barvy         | Vyřazen (EX)                                                                            |
| Bez barvy         | Nepřijel (DNA)                                                                          |
| Bez barvy         | Odvolal účast (WD)                                                                      |
| Bez barvy         | Nezúčastnil se (prázdné)                                                                |
| Označení          | Význam                                                                                  |
| Tučnost           | Pole position                                                                           |
| Kurzíva           | Nejrychlejší kolo                                                                       |
| †                 | Jezdec nedojel do cíle, ale byl klasifikován, protože odjel více než 90 % délky závodu. |
| ‡                 | Byl udělován poloviční počet bodů, protože bylo odjeto méně než 75 % délky závodu.      |
| Horní index       | Umístění bodujících jezdců ve sprintu                                                   |

| Rok  | Tým             | Motor        | Pneumatiky | Jezdci               | 1   | 2   | 3   | 4   | 5   | 6   | 7   | 8   | 9   | 10  | 11  | 12  | 13  | 14  | 15  | 16  | 17  | 18  | Body | Umístění |
| ---- | --------------- | ------------ | ---------- | -------------------- | --- | --- | --- | --- | --- | --- | --- | --- | --- | --- | --- | --- | --- | --- | --- | --- | --- | --- | ---- | -------- |
| 2004 | Sauber Petronas | Petronas V10 | B          |                      | AUS | MAL | BHR | SMR | ESP | MON | EUR | CAN | USA | FRA | GBR | GER | HUN | BEL | ITA | CHN | JPN | BRA | 34   | 6. místo |
| 2004 | Sauber Petronas | Petronas V10 | B          | Giancarlo Fisichella | 10  | 11  | 11  | 9   | 7   | Ret | 6   | 4   | 9†  | 12  | 6   | 9   | 8   | 5   | 8   | 7   | 8   | 9   | 34   | 6. místo |
| 2004 | Sauber Petronas | Petronas V10 | B          | Felipe Massa         | Ret | 8   | 12  | 10  | 9   | 5   | 9   | Ret | Ret | 13  | 9   | 13  | Ret | 4   | 12  | 8   | 9   | 8   | 34   | 6. místo |